# Michał Baliński
Michał Baliński herbu Jastrzębiec (ps.: „Auszławis”, „Usztaritois”, „Mokitinis” i in., ur. 14 sierpnia 1794 w Terespolu koło Połocka, zm. 3 stycznia 1864 w Wilnie; pochowany w Jaszunach) – polski historyk, pisarz, publicysta, działacz oświatowy, brat Stanisława Balińskiego. Ożenił się z Zofią Śniadecką, córką Jędrzeja Śniadeckiego. Miał z nią syna Jana Balińskiego, który był wybitnym polskim lekarzem psychiatrą.

## Życiorys
Urodzony na Litwie studiował w Wilnie na tamtejszym uniwersytecie, gdzie w 1815 uzyskał tytuł magistra filozofii. Pierwsze swe prace publikował w „Dzienniku Wileńskim” i w założonym wraz z Joachimem Lelewelem „Tygodniku Wileńskim”, którego od 1816 był także współredaktorem. Od 1817 członek Towarzystwa Szubrawców.
W 1818 wyjechał za granicę, po powrocie opublikował m.in. w „Dzienniku Wileńskim” „Opisanie Wiednia i Podróż do Szwajcarii Saskiej”.
W 1836 otrzymał urząd w warszawskim wydziale oświaty; w Warszawie uczestniczył w 1841 w założeniu „Bibljoteki Warszawskiej”, w której od tej pory często publikował swoje artykuły. W 1847 złożył urząd i wrócił na Litwę. Dwukrotnie wybrano go kuratorem honorowym gimnazjum i instytutu szlacheckiego w Wilnie, a potem wiceprezesa Wileńskiej Komisji Archeologicznej.
Współautor wraz z Tymoteuszem Lipińskim Starożytnej Polski. Był jednym z autorów haseł do 28 tomowej Encyklopedii Powszechnej Orgelbranda z lat 1859–1868. Jego nazwisko wymienione jest w I tomie z 1859 roku na liście twórców zawartości tej encyklopedii.

## Twórczość
- Rys życia Jana Śniadeckiego: (wyjątek z Kuryera Lit.) (1830)
- Wspomnienia o Janie Śniadeckim (1830)
- Opisanie statystyczne miasta Wilna (1835)
- Historya miasta Wilna Tom 1 (1836) Tom 2 (1836)
- Pamiętniki o królowej Barbarze, żonie Zygmunta Augusta Tom 1 (1837) Tom 2 (1840)
- Fundacya zakonu i kościoła XX. Kapucynów w Warszawie (1840)
- Wspomnienie jednego dnia wędrówki po kraju (1841)
- Historya polska (1844)
- Starożytna Polska pod względem historycznym, jeograficznym i statystycznym opisana Tom 1 (1843) Tom 2 Cześć 1 (1844) Tom 2 Cześć 2 (1845) Tom 3 (1846)
- Studia historyczne Michała Balińskiego (1856)
- Pamiętniki historyczne do wyjaśnienia spraw publicznych w Polsce XVII wieku posługujące, w dziennikach domowych Obuchowiczów i Cedrowskiego pozostałe (1859)
- Dawna Akademia Wileńska: próba jéj historyi: od założenia w roku 1579 do ostatecznego jéj przekształcenia w roku 1803 (1862)

Dzieła dostępne w:
- archive
- Federacji Bibliotek Cyfrowych
- Google